# Morente
Morente es una localidad española perteneciente al ayuntamiento y término municipal del municipio de Bujalance, en la provincia de Córdoba, comunidad autónoma de Andalucía, en España.

## Datos de interés
- Vías de acceso: carretera comarcal que comienza en Bujalance y finaliza en Pedro Abad, CO-4201.
- Habitantes: 140 habitantes en 2012

## Geografía física
Limita al norte con Villa del Río, al este con Bujalance, al sur con El Carpio y al oeste con Pedro Abad. Su terreno es quebrado de buena calidad bañándolo el arroyo El Asno, sobre el cual hay un puente antiguo de un solo ojo.

## Demografía
| Gráfica de evolución demográfica de Morente entre 1842 y 1860 |
| |
| Población de derecho según los censos de población del INE Población de hecho según los censos de población del INEEntre el censo de 1877 y el anterior, este municipio desaparece porque se integra en el municipio Bujalance |

## Economía
Sus productos son el aceite, trigo, girasol, caza de liebres y perdices. Su industria se reduce a la agricultura y a un molino de aceite La cooperativa Ntra. Sra. de Valle Rico perteneciente al grupo oleícola Hojiblanca.

## Patrimonio
- Iglesia parroquial de San Bartolomé, descrita antiguamente como "servida por un párroco, una ermita situada en el este dedicada a Nuestra Señora de Vallerrico; un torreón; un cementerio; un paraje ventilado y varias fuentes y pozos de cuyas buenas aguas se surte el vecindario y sirven también para abrevadero del ganado".

La parroquia de San Bartolomé, que data del siglo XVI, aunque fue modificada en el siglo XVIII. En su interior destaca el retablo lateral de origen barroco donde se venera a la patrona Nuestra Señora de Vallerrico.
Otro lugar de interés son los Graneros del Duque o Tercias. Se trata de una notable construcción en piedra molinaza roja, de agrícola del siglo XVIII. En dicho edificio se encuentra actualmente el local de la asociación sociocultural de vecinos de Morente.
Crónicas antiguas
En julio de 1931, el profesor de Instrucción Primaria del departamento de Morente, José Delgado Fernández, envió un oficio en el que denunciaba el mal estado en que se encontraba la techumbre y una de las paredes de la casa-escuela.
En esa época había entre niños y niñas ciento ochenta escolares comprendidos entre las edades de seis y catorce años, por lo que se aconsejaba la construcción de cuatro escuelas, no de dos solamente.
En 1936, se informó que el Ministerio de Instrucción Pública había concedido la cantidad de 26 000 pesetas para la construcción de las escuelas de Morente.

## Fiestas locales
- Semana Santa, siendo el día más destacado el Viernes Santo con la salida profesional de la virgen de los Dolores (donada por una vecina del pueblo) y el santo sepulcro.
- El 15 de mayo: Romería de San Isidro Labrador.
- Corpus
- Del 7 al 10 de septiembre: Feria en honor de Ntra. Sra de Vallerrico.
- La Huevada (14 de mayo).
- Fiesta de los pimientos asados (7 de septiembre).
- Día de los Santos y difuntos, acudiendo los familiares al cementerio de San Blas, a llevar una ofrenda florar a los difuntos.
- Día de la Candelaria 2 de febrero.
- Fiestas Navideñas. La localidad se engalana de adornos para recibir la Navidad en sus calles. Los adornos son elaborados por los propios vecinos y atrae a numerosos visitantes.

## Otras fiestas
- En agosto "Música y velas" decoración del pueblo de Morente alumbrado por velas y concierto de música clásica. Inspirada en la Noche de las Velas de Pedraza.
- En agosto "Homenaje al veraneante", reconocimiento por parte del ayuntamiento y el pueblo a las personas que tuvieron que marcharse de la aldea de Morente.
- En octubre "Nos vemos en Morente" actividad que consiste en un día de senderismo llegando a Morente personas de todos los pueblos de la comarca del alto guadalquivir.
- En noviembre "La fiesta del chorizo artesano" que se lleva celebrando desde 2013.